# Phelister acoposternus
Phelister acoposternus är en skalbaggsart som beskrevs av Sylvain Auguste de Marseul 1853. Phelister acoposternus ingår i släktet Phelister och familjen stumpbaggar. Inga underarter finns listade i Catalogue of Life.